# Заячья банька
«Заячья банька» (латыш. Zaķīšu pirtiņa) — музыкальный мультипликационный фильм режиссёра Розе Стиебры, снятый на Латвийском телевидении в 1979 году.

## Сюжет
Мультфильм для детей младшего возраста. В основу сюжета легли стихи Вилиса Плудониса, музыку к которым написал Имантс Калныньш (исполняет ансамбль «Менуэт»).
Заячье семейство вечером на лугу устроило баньку, но внезапно ворвавшийся щенок всех распугал, а самый маленький зайчонок убежал так далеко, что потерялся в темноте…

## Съёмочная группа
- Автор сценария и режиссёр-постановщик: Розе Стиебра
- Художник-постановщик: Дзинтра Аулмане
- Композитор: Имантс Калныньш
- Песни исполняет: ансамбль «Менуэт»
- Оператор: Аустра Гулбе
- Звукооператор: Язепс Кулбергс
- Редактор: Агрис Редовичс
- Директор: Мета Заке

## История создания
Как отмечает Элеанор Коуэн (Университет Северной Каролины в Гринсборо) в своей работе «Animation behind the iron curtain», мультфильм исполнен в технике перекладки с включением небольшого количества рисованных элементов. Эта добрая и нежная история стала одной из любимейших для тех поколений латышских зрителей, что помнят её с детства.
Для русскоязычной аудитории мультфильм был озвучен закадровым переводом голосом Евгения Леонова. Автор русского текста — Ирина Качалова.
«Вторую жизнь» песням из мультфильма дала современная латвийская группа «Autobuss Debesīs», включившая их в свой репертуар.